# Turkey (Teksas)
Turkey – miasto w Stanach Zjednoczonych, w stanie Teksas, w hrabstwie Hall.